# Риети (провинция)
Риети (на италиански: Provincia di Rieti) е провинция в Италия, в региона Лацио.
Площта ѝ е 2749 км², а населението – около 157 000 души (2007). Провинцията включва 73 общини, административен център е град Риети.

## Административно деление
Провинцията се състои от 73 общини:
- Риети
- Акумоли
- Аматриче
- Антродоко
- Аскреа
- Белмонте ин Сабина
- Борбона
- Борго Велино
- Боргорозе
- Ваконе
- Варко Сабино
- Гречо
- Казапрота
- Канталиче
- Канталупо ин Сабина
- Касперия
- Кастел Сант'Анджело
- Кастел ди Тора
- Кастелнуово ди Фарфа
- Колалто Сабино
- Коле ди Тора
- Колевекио
- Коледжове
- Коли сул Велино
- Контиляно
- Конфини
- Кончервиано
- Котанело
- Лабро
- Леонеса
- Лонгоне Сабино
- Маляно Сабина
- Марчетели
- Мичиляно
- Момпео
- Монтазола
- Монте Сан Джовани ин Сабина
- Монтебуоно
- Монтелеоне Сабино
- Монтенеро Сабино
- Монтополи ди Сабина
- Моро Реатино
- Несполо
- Орвинио
- Паганико Сабино
- Пескорокиано
- Петрела Салто
- Поджо Бустоне
- Поджо Катино
- Поджо Миртето
- Поджо Мояно
- Поджо Нативо
- Поджо Сан Лоренцо
- Поста
- Поцаля Сабина
- Риводутри
- Рока Синибалда
- Рокантика
- Сализано
- Скандриля
- Селчи
- Стимиляно
- Тарано
- Тори ин Сабина
- Торичела ин Сабина
- Тофия
- Турания
- Фара ин Сабина
- Фиаминяно
- Форано
- Фрасо Сабино
- Читадукале
- Читареале